# Le Zimmer
Pour les articles homonymes, voir Zimmer.
Le Zimmer est une brasserie du 1er arrondissement de Paris, fondée à la fin du XIXe siècle et située place du Châtelet, où elle jouxte le théâtre du Châtelet.

## Situation
La brasserie forme l'angle nord-ouest de la place du Châtelet avec l'avenue Victoria.

## Histoire
La brasserie est créée par une famille alsacienne après la guerre de 1870 et la Commune. L'histoire du Zimmer est liée à celle du théâtre du Châtelet. En effet, Haussmann, à l'origine du projet dans le cadre de ses transformations de Paris, a demandé à l'architecte Gabriel Davioud de ménager des espaces pour des boutiques, afin d'amortir le théâtre. Parmi ces boutiques était prévu un café, censé être lié à l'exploitation du théâtre. Rochard, qui remporte l'adjudication du bail le 24 janvier 1898, en confie la gestion le 1er octobre suivant à la société Prosper Rousseau et Cie, propriétaire des brasseries Zimmer.
Le 20 novembre 1902, lors d'un déjeuner au Zimmer, l'idée du Tour de France cycliste est suggérée par Géo Lefèvre à Henri Desgrange.
L'établissement est redécoré en 2000 par Jacques Garcia,.